# Кауфман, Фил
Фил Кауфман (англ. Phil Kaufman; род. 26 апреля 1935, Ошенсайд, Нью-Йорк, США) — американский дорожный менеджер.
Пройдя Корейскую войну, Кауфман изначально попал в шоу-бизнес в конце 1950-х годов в качестве каскадёра и киноактёра, параллельно занимаясь распространением наркотиков. Впоследствии был осуждён за контрабанду марихуаны и содержался в различных федеральных тюрьмах. В середине 1960-х сидел в одной камере с Чарльзом Мэнсоном, вдохновив того попробовать себя на музыкальном поприще. После освобождения некоторое время жил с ним и его «Семьёй», а затем издал и спродюсировал дебютный альбом Мэнсона Lie: The Love and Terror Cult (1970).
Карьеру дорожного менеджера начал в 1968 году, обеспечивая бытовые нужды и безопасность The Rolling Stones во время их приездов в США. Далее работал с The Flying Burrito Brothers и Грэмом Парсонсом. После смерти последнего в 1973 году, прославился похищением и кремацией его трупа в пустыне на территории национального парка Джошуа-Три. За это вновь был осуждён — на этот раз к штрафу и условному лишению свободы. По мотивам инцидента позже был снят художественный фильм «Похищение Парсонса» (2003), в котором сам Кауфман также сыграл эпизодическую роль.
С середины 1970-х более 25 лет являлся дорожным менеджером Эммилу Харрис, с которой подружился в процессе работы с Парсонсом. Также сотрудничал с такими артистами как Джо Кокер, Винс Гилл, Хэнк Уильямс III, Дуайт Йокам, Нэнси Гриффит, Джейсон Олдин, Divinyls и многими другими. Ещё один известный клиент Кауфмана, Фрэнк Заппа, увековечил его образ и проблемы с мочеиспусканием в своей песне «Why Does It Hurt When I Pee?». В дополнение к неоднозначной репутации, которая, по выражению другой его нанимательницы, Этты Джеймс, «может испугать Сатану», Кауфман стал одним из наиболее известных роуд-менеджеров в музыкальной индустрии и фигурой, среди прочих определившей суть данной профессии. В 1993 году он выпустил книгу мемуаров Road Mangler Deluxe.

## Биография

### Ранние годы
Фил Кауфман родился в поселении Оушенсайд, штат Нью-Йорк. Он имеет ирландские и еврейские корни. Его отец происходил из семьи артистов водевилей и в 1930-е годы руководил биг-бендом. В 18 лет Кауфман чуть не попал в тюрьму за хулиганство, но судья дал ему возможность вместо заключения пойти в армию. Таким образом с 1952 по 1956 год он служил в Военно-воздушных силах США и в это время участвовал в Корейской войне, а в 1957 году обосновался в Лос-Анджелесе. На новом месте Кауфман работал каскадёром в кино. Кроме того, он снимался как статист, например, в фильме «Спартак» и телесериале «Шоу Донны Рид» и в данный период обзавёлся связями в шоу-бизнесе. Последнее ему удалось главным образом благодаря умению доставать наркотики.
После того как две его попытки контрабанды крупной партии марихуаны из Мексики в США окончились неудачей, Кауфману грозил тюремный срок от 5 до 20 лет, в связи с чем он решил скрыться от правосудия в Европе. Снявшись в нескольких фильмах в Испании, он предпринял очередную попытку трансграничной перевозки наркотиков — на этот раз из Марокко на север Европы, и в конечном счёте оказался в тюрьме в Швеции. Позднее Кауфман был экстрадирован на родину, где успел побывать в девяти пенитенциарных учреждениях, наиболее известными из которых являлись тюрьмы в Спрингфилде (там он среди прочего переправлял контрабанду для мафиози Вито Дженовезе) и на острове Терминал, где подружился с будущим основателем секты «Семья» Чарльзом Мэнсоном.

### С Чарльзом Мэнсоном
Отбывая срок в тюрьме на острове Терминал, Кауфман в середине 1960-х годов познакомился с Чарльзом Мэнсоном. Тот был его сокамерником, сочинял песни, пел и играл на гитаре. Кауфману понравились его бесстрашный характер, творчество и голос, напомнивший Фрэнки Лэйна, а Мэнсон в свою очередь заинтересовался связями сокамерника в шоу-бизнесе. В итоге они подружились — Кауфман давал Мэнсону советы по работе над материалом и обеспечил ему контакты в музыкальной индустрии. В частности, он устроил ему встречу с продюсером Гэри Стромбергом из Universal Studios, который организовал первые рекорд-сессии Мэнсона. В дальнейшем Кауфман стал одним из главных лоббистов музыки Мэнсона и заявлял, что «открыл» Мэнсона и его талант. В марте 1968 года Кауфман вышел из тюрьмы. Он обосновался в Каньоне Топанга, населённом ограниченными в правах осуждёнными и разного рода хипповой публикой.
Тогда же весной, по приглашению Мэнсона, обитавшего по соседству, Кауфман пару месяцев жил с ним и его сектой «Семья». Кауфман не был сторонником идеологии Мэнсона, но ему нравились царившие в «Семье» свободные сексуальные нравы. Попутно он продолжал мотивировать Мэнсона к записи песен. Однако впоследствии их отношения ухудшились — Кауфман позволял себе публично спорить с Мэнсоном, что вредило его авторитету как лидера. Сначала Мэнсон предложил Кауфману стать одним из его последователей, однако тот отказался и ему пришлось покинуть «Семью», услышав на прощание от Мэнсона: «Ты слишком умён, чтобы находиться здесь». Тем не менее их отношения не были окончательно разорваны и Кауфман время от времени посещал Мэнсона и «Семью».
После ареста Мэнсона в 1969 году в связи с громкими убийствами, Кауфман считал его невиновным и не верил, что «Семья» на подобное способна. По этой причине он присматривал за последовательницами Мэнсона, но когда увидел их имена и обвинения в газетах, то осознал, что у него «был секс с каждой из этих убийц». Вскоре Мэнсон связался с Кауфманом и попросил выпустить альбом его песен. Несмотря на усилия Кауфмана, крупные рекорд-лейблы отказались издавать творчество Мэнсона. Поэтому в 1970 году Кауфман выпустил пластинку Мэнсона под названием Lie: The Love and Terror Cult за свой счет и на собственном лейбле Awareness Records. По этому поводу он организовал пресс-конференцию и знаменитое интервью Мэнсона журналу Rolling Stone.
Несмотря на все усилия, альбом Мэнсона коммерчески провалился — магазины не хотели распространять записи убийцы. Из 2000 копий было продано лишь 300. Не поверив в это, Мэнсон решил, что Кауфман оставил деньги от продажи альбома себе и отправил к нему своих последователей. Они трижды посещали Кауфмана, требуя передать им выручку и непроданные экземпляры пластинки; угрожали ему ножами и окружали его дом, скандируя «Отдай нам музыку». Кауфман отказался выполнять их требования и в итоге прогнал нападавших при помощи дробовика и пистолета. Он надеялся продолжить реализацию альбома, чтобы окупить свои затраты на его выпуск, но сын убитого Мэнсоном и «Семьей» сценариста Войцеха Фриковского добился судебного запрета на продажу пластинки.
Впоследствии песня «Look at Your Game, Girl» с первого альбома Мэнсона была перепета группой Guns N’ Roses. Кауфман утверждал, что Мэнсон в обмен на услуги по продюсированию и выпуску пластинки передал ему все права на свою музыку и на этом основании собирался судиться с Guns 'N Roses из-за роялти. При этом он отмечал, что не стесняется извлекать выгоду из взаимоотношений с Мэнсоном, поскольку считает это компенсацией за угрозу своей жизни со стороны его последователей. Также Кауфман предполагал, что сам мог быть одной из целей «Семьи» во время убийств Ла-Бьянка. Тем не менее в последующие годы он продолжал время от времени общаться с находящимся в тюрьме Мэнсоном по телефону, хотя и перестал публично называть его своим другом.

### С The Rolling Stones
После выхода из тюрьмы, Кауфман летом 1968 года стал работать на The Rolling Stones, прибывших в Лос-Анджелес для сведения альбома Beggars Banquet (1968). Им нужен был местный водитель/«решальщик» и Кауфман, имевший склонность ввязываться в невероятные предприятия и вразумлять сложных личностей, оказался для них естественным выбором. Будучи «джазовым фанатиком» и проведя несколько лет в заключении, про группу он не знал толком ничего. С ней его свёл британский режиссёр Тони Фотц. В роли своего рода «мальчика на побегушках», Кауфман снабжал группу всем необходимым, обеспечивая своевременное прибытие в студию и другие запланированные к посещению места. «Возить. Готовить. Охранять. Мастер на все руки», — так, по словам Кауфмана, стояла задача в отношении Мика Джаггера, чьи нужды он прежде всего обслуживал (тот в свою очередь представил его Фрэнку Заппе, на которого Кауфман позднее тоже работал).
За свои услуги Кауфман имел $100 в сутки. Кроме того, после первого дня работы он вернулся домой с полученными от группы автомобилем Cadillac и стопкой денег, изрядно напугав свою девушку, решившую, что он совершил ограбление и снова отправится в тюрьму. Когда The Rolling Stones уезжали обратно в Англию, рассматривался вариант взять Кауфмана с собой, чтобы он на постоянной основе присматривал за Брайаном Джонсом, однако задумка сорвалась под давлением различных визовых и финансовых проблем. Как объяснял позднее сам Кауфман, поскольку он вышел из тюрьмы условно-досрочно, то просто не имел возможности получить загранпаспорт. В дальнейшем Кауфман вновь помогал The Rolling Stones, когда они возвращались в США в октябре 1969 года для доработки грядущего альбома Let it Bleed (1969) и проведения американского тура. Таким образом работа с группой положила начало его знаменитой карьере роуд-менеджера.

### С Грэмом Парсонсом
Через The Rolling Stones Кауфман летом 1968 года познакомился с Грэмом Парсонсом. Хотя впоследствии они стали близкими друзьями, сперва Кауфман разглядел в нём лишь плохо воспитанного аристократа, одержимого кантри. «Там был этот парень в велюровых брюках в складку и с манерами реднека. Я понятия не имел кто он. Потом он попросил в долг 20 баксов на блок пива. Я не был впечатлён», — вспоминал он их первую встречу. Контакт однако быстро наладился на почве тщеславия и тяги к выпивке. Когда сотрудничество Кауфмана с The Rolling Stones закончилось, Парсонс предложил ему работу дорожного менеджера в своей группе The Flying Burrito Brothers. Не имея изначально представления об этой профессии, Кауфман, по его словам, вскоре понял, что это ровно то же, что он делал для The Rolling Stones, только в гастрольном варианте. Приняв предложение Парсонса, он в феврале 1969 года отправился с группой в её первое турне по США.
В 1970 году Парсонс был уволен из ансамбля из-за проблем с дисциплиной и начал сольную карьеру, вновь наняв Кауфмана к себе. В 1973 году погиб Кларенс Уайт — гитарист группы The Byrds, в которой прежде играл Парсонс. В ходе строгой католической церемонии прощания с музыкантом, Парсонс сказал Кауфману, что в случае своей смерти не хочет таких же формальных похорон с друзьями и родственниками. Вместо этого он бы предпочёл, чтобы его тело отвезли в национальный парк Джошуа-Три и кремировали в пустыне, развеяв там же прах. В итоге они заключили пакт: если один из них умрёт, другой должен поступить с его трупом согласно данному сценарию (по версии некоторых друзей, которые были свидетелями диалога Кауфмана и Парсонса, подобное обещание друг другу в конечном счёте дали все присутствовавшие). Через два месяца после этого разговора Парсонс скончался от передозировки наркотиков в мотеле Joshua Tree Inn.

#### Похищение и кремация
До появления полиции Кауфман приехал на место смерти Парсонса, собрал наркотики и закопал их в пустыне. После того как тело забрали в морг и провели вскрытие, оно было направлено в аэропорт Лос-Анджелеса для последующей транспортировки в Луизиану — отчим Парсонса решил похоронить певца в Новом Орлеане. Узнав об этом и помня о заключенном пакте, Кауфман позаимствовал у своей знакомой по имени Дел Макэлрой катафалк, который она использовала для кемпинга. С её бойфрендом Майклом Мартином, который работал роуди у Парсонса, они поехали в аэропорт под видом сотрудников похоронной службы.
На месте Кауфман убедил охрану, что родственники решили отправить тело певца частным самолётом из другого аэропорта и подписал необходимые документы вымышленным именем Джереми Ноубади. Припарковавшийся в это время на выезде из ангара полицейский отогнал свой автомобиль для проезда катафалка и помог с погрузкой гроба. Когда сидевший за рулем в нетрезвом состоянии Мартин врезался в стену ангара, патрульный не стал проверять документы и состояние водителя. В дальнейшем они направились в местечко под названием Cap Rock, расположенное в парке Джошуа-Три, и выгрузили гроб в пустыне.
Прибыв на место, Кауфман облил тело Парсонса бензином и поджег. Когда труп догорел, они с Мартином уехали, оставив его на том же месте (идея захоронить останки была отметена, когда они заметили на горизонте свет автомобильных фар). Оба ночевали в пустыне в катафалке, а когда утром машина не завелась, добрались до Лос-Анджелеса на буксире. На автостраде они попали в массовую автомобильную аварию, но смогли сбежать от полицейского пока тот занимался остальными участниками происшествия. Кауфман скрывался несколько дней, но, узнав о том, что полиция приходила к нему домой (там в этот момент шли съёмки фильма «Ночные ходы»), сдался добровольно. На следующий день его примеру последовал и Мартин. Оба были отпущены под залог — в $1000 каждый.

#### Последствия инцидента
По итогам расследования полиция установила, что похищая и сжигая труп Парсонса фигуранты действительно выполняли предсмертную волю покойного. Так как в Калифорнии существовала уголовная ответственность за похищение живого человека, но не трупа, Кауфмана и Мартина обвинили лишь в краже гроба. Они получили штраф $300 каждый и выплатили похоронному бюро за гроб компенсацию в $708. Кауфман также был осужден на год условно, но чуть не получил реальный срок, когда в шутку спросил у судьи: «Это значит, что мне целый год нельзя будет похищать трупы?». Штраф и стоимость гроба оплатила Дел Макэлрой, адвокат Кауфмана отказался от гонорара, агентство, предоставившее деньги для залога, поступило аналогично. Впоследствии против Кауфмана было выдвинуто ещё одно обвинение (родственниками вдовы Парсонса, Гретчен) — на этот раз в краже вещей певца, в частности, трёх гитар и золотой монеты номиналом в $20.
Оставшсь без работы и средств к существованию, Кауфман и Мартин организовали благотворительный концерт в свою поддержку. Мероприятие получило название Kaufman’s Koffin Kaper Koncert. Местом действия стал задний двор Кауфмана, который тот задекорировал картонными могильными плитами. Стоимость входа составила $5. Кауфман и его сосед также изготовили футболки и этикетки для пива с изображением Парсонса и надписью Gram Pilsner: A Stiff Drink for What Ales You. Среди выступавших на сцене были певец Бобби Пикэтт, ансамбль The Modern Lovers, диджей Доктор Дементо; затея Кауфмана собрала сотни человек из числа друзей и коллег Парсонса. Альтернативой карнавальному и эпатажному празненству Кауфмана стало спокойное прослушивание записанного Парсонсом незадолго до смерти, но ещё не выпущенного, альбома Grievous Angel, организованное другой группой его соратников в тот же вечер.

### С Эммилу Харрис
В 1973 году во время работы с Грэмом Парсонсом, Кауфман познакомился с его дуэт-партнёршей и протеже Эммилу Харрис. К ней он сначала отнёсся высокомерно: «Я же работал с The Rolling Stones, а она кто вообще такая?», — вспоминает свой настрой Кауфман. В итоге они наладили дружеские отношения, а девушка Кауфмана сидела с дочерью Харрис во время её гастролей с Парсонсом. После смерти Парсонса, Кауфман на почве общей утраты ещё сильнее подружился с Харрис. Отойдя на некоторое время от шоу-бизнеса, он со своим четырёхлетним сыном переехал в Лондон, где работал на заводе компании Harley-Davidson. Начав в 1975 году сольную карьеру, Харрис отправилась в тур по Великобритании. Встретившись с Кауфманом, она предложила ему стать её дорожным менеджером.
С Харрис Кауфман работал на протяжении 25 лет и вслед за ней в 1983 году переехал в Нэшвилл, где проживает с тех пор. Певицу он называет главным источником своего авторитета в музыкальной индустрии. «Эммилу создаёт мне репутацию. Когда кто-то столь уважаемый как она регулярно нанимает меня, это значит, что я делаю что-то хорошее. Для меня большая честь работать на неё», — отмечал Кауфман. В 1996 году у Кауфмана был обнаружен рак простаты. В связи с этим Харрис инициировала благотворительный концерт в Ryman Auditorium по сбору средств на лечение под названием Concert for Manglerdesh. Среди прочих в нём участвовали такие артисты как Стив Эрл, Винс Гилл, Триша Йервуд, Нэнси Гриффит, Родни Кроуэлл, Джон Прайн, Гай Кларк и Сэм Буш.

### Авария на мотоцикле
Кауфман более 60 лет ездил на мотоциклах. В июле 2015 года, в возрасте 80 лет, катаясь на своём Harley-Davidson, он попал в аварию на скорости около 130 км/ч и получил переломы позвоночника, ребер и лодыжки, а также ссадины от контакта с асфальтом, полностью содрав одну из своих татуировок на ноге. Решающим для жизни Кауфмана, по его собственным словам, стало наличие на голове шлема. В компании по сбору средств на лечение участвовали как рядовые поклонники, так и знаменитости, например, Стив Возняк и Стив Эрл. После операций в больнице и последующего лечения в реабилитационном центре, Кауфман пошёл на поправку, заявив, что с ездой на мотоциклах отныне покончено, а в январе 2016 года объявил в своем блоге, что снова может ходить.

### Прочая деятельность
В 1993 году Кауфман выпустил книгу мемуаров Road Mangler Deluxe (дважды переиздавалась и дополнялась новыми главами). По мотивам инцидента с похищением тела Грэма Парсонса в 2003 году вышел фильм «Похищение Парсонса», в котором роль Кауфмана исполнил Джонни Ноксвилл. Сам менеджер участвовал в создании картины и сыграл в ней эпизодическую роль. В 2015 году он выпустил аудиомемуары Legend of the Road Mangler. С 2009 года Кауфман ведет личный блог на Facebook, где в неформальной манере делится сведениями и фотографиям из своей текущей жизни, а также материалами из прошлого.
В начале 2017 года Кауфман начал собирать заявки на участие в серии экскурсионных туров на место смерти и кремации Парсонса в национальном парке Джошуа-Три. Данное мероприятие он планировал проводить на протяжении сентября и октября того же года. Однако задумка не осуществилась, поскольку Кауфман набрал только 27 человек из 120 необходимых. Аналогичное, но уже менее масштабное мероприятие, запланированное на апрель 2018 года также было отменено — на этот раз по состоянию здоровья самого Кауфмана.

## Образ, репутация, значение
Как отмечает музыкальный продюсер и топ-менеджер BBC и MTV Крис Прайс, Кауфман является одной из тех личностей, которых описывают выражением «больше, чем жизнь». При этом, по оценке Прайса, по количеству скелетов в шкафу Кауфман превосходит любого из таких персонажей — его биография наполнена происшествиями, весельем, мелодрамой и злоключениями больше, чем хай-концепт-боевики Дона Симпсона и напоминает романы Хантера Томпсона или сценарии голливудского фильма. В этом же свете журналист и историк кантри Роберт Оерманн в 1985 году охарактеризовал Кауфмана как единственного человека в «Городе музыки», который соответствует титулу «Самого незабываемого персонажа, которого вы когда-либо встречали». В своей жизни Кауфман успел побывать в роли контрабандиста наркотиков, осуждённого, рекорд-продюсера, дорожного менеджера, управляющей няни, кинопродюсера, каскадёра, статиста, повара в фаст-фуде, сварщика и продавца энциклопедий. Помимо этого, он был женат, разведён, а также имеет сына. Называя Кауфмана лучшим роуди/телохранителем в бизнесе, его нанимательница Этта Джеймс в то же время подчеркивает, что репутация этого члена мотоклуба Hells Angels может «испугать Сатану».
К началу работы с The Rolling Stones, Кауфман уже имел в Лос-Анджелесе славу «решальщика» и кличку King Con. Согласно продюсеру Тони Брауну, именно Кауфман нанял Hells Angels охранять группу во время фестиваля Альтамонт (байкеры в итоге убили одного из зрителей). Сам Кауфман это отрицал, заявляя, что нанял для коллектива весь персонал, включая охранников, но не Hells Angels. По словам журналиста Девида Мейера, ко времени сотрудничества с Парсонсом Кауфман стал знаковой и незаменимой фигурой в городе, существовавшей на самом острие рокерского лайфстайла. Невысокий, коренастый, сильный и неотёсанный, он снабжал клиентов наркотиками, а когда надо, напротив, держал от них подальше, ограждая от дилеров. Менеджер отличался преданностью и благоразумием, отношением к звёздам без церемоний, байкерской жесткостью и работой на результат, хотя согласно Мейеру, не был настолько авторитетным или посвященным в тему, каким себя преподносил. Одновременно связь с Мэнсоном обеспечивала Кауфману брутальную репутацию на улицах «Долины». Когда половина светской тусовки Калифорнии пребывала в ужасе, боясь стать очередной Шэрон Тейт, бесстрашный и меркантильный Кауфман, спокойно продавал альбом Мэнсона.
Завоевав, согласно The Independent, «дикую репутацию» самого сумасшедшего представителя этой профессии в рок-н-ролле, он сумел превзойти даже её, похитив и кремировав труп своего клиента и друга Грэма Парсонса. Среди коллег и в прессе роуди получил кличку Road Mangler. Как вспоминает Тони Браун, ей Кауфман обзавёлся в период работы с Эммилу Харрис благодаря своему характерному темпераменту. «Нужно понимать кто такой Фил — объясняет Этта Джеймс. — Он из тех парней, кто привезёт вас на пирс, покажет на знак NO PARKING ON PIER, исправит его на NO FARTING ON PIER, спустит штаны, раздвинет булки и заставит вас сделать снимок его ануса. Когда он был в Белом доме, то вынес столовое серебро». При этом на ягодицах Кауфмана, как отмечает Пирайс, значится татуировка Your Name. Другой клиент Кауфмана, Фрэнк Заппа, увековечил образ роуд-менеджера и его многолетние проблемы с мочеиспусканием в своей песне «Why Does It Hurt When I Pee?». Название этой композиции с альбома Joe’s Garage (1979) вдохновлёно репликой Кауфмана, донёсшейся из туалета в гастрольном автобусе. «У Фила золотое сердце, но он непристоен настолько, насколько это возможно», — заключает барабанщик Парсонса Эн Ди Смарт.
Как роуд-менеджер Кауфман является одним из самых известных в музыкальной индустрии. Однако помимо легендарного статуса, он стоит в числе тех, кто определил суть этой профессии. Журналист газеты Los Angeles Times Джим Вашбёрн описал Кауфмана, работающего за кулисами The Tonight Show с участием Харрис как «татуированного полу байкера полу херувима с моржовыми усами, снующего по коридорам, отпуская остроты в адрес озадаченных знаменитостей и команды в его подчинении». Сам Кауфман называл свою профессию формой искусства ладить с людьми, и делать их жизнь проще, в чём ему помогает тюремный опыт и юмор. В её основе — логистика, будь то срочный поиск частного самолёта для Заппы или способность предвидеть снежную бурю и заранее вывезти из города группу Харрис. «Отнести Джо на работу на этом плече, отнести Джо домой на другом плече», — описывает Кауфман суть своей работы с Джо Кокером, отмечая одновременно, что музыка вторична, — «Доставить людей из точки А в точку Б, обеспечить оплату, деньги, отели, самолёты — в этом вся суть». Подход Кауфмана отражает и его бизнес-слоган Moving people, not equipment; в этом же свете с подачи Мика Джаггера он обзавёлся погонялом Executive Nanny. Два своих прозвища Кауфман также использует для бизнеса в качестве слоганов Road Mangler Deluxe и Executive Nanny Service. Сам он именует себя роуд-, а не тур-менеджером, объяснив в 1994 году разницу так: «…у тур-менеджеров есть портфели от Halliburton, пейджеры, по меньшей мере один мобильный телефон, крайне [нецензурное выражение] гонор и они более напыщенны, чем артисты. Роуд-менеджер — это противоположность: он занят делом. Я определённо роуд-менеджер».

## Клиенты
На протяжении своей карьеры роуд-менеджера Фил Кауфман работал со следующими исполнителями:
- Эммилу Харрис
- The Rolling Stones
- Карлин Картер
- Розанна Кэш
- Винс Гилл
- Родни Кроуэлл
- Этта Джеймс
- Фрэнк Заппа
- Грэм Парсонс
- Джонатан Ричмен
- Hot
- Элизабет Эшли
- Эй Джей Мастерс
- Divinyls
- The Flying Burrito Brothers
- Гейл Дэвис
- Highway 101
- Бобби Пикэтт
- Ричард Добсон
- Альберт Ли
- Марианна Фейтфулл
- Southern-Hillman-Furray
- Джо Кокер
- Pinto Bennett
- Марти Стюарт
- Samples
- Джимми Смит
- Рой Харгроув
- Майкл Джонсон
- Robert Bianco
- The Rankins
- Нэнси Гриффит
- Дуайт Йокам
- Линда Картер
- Джейсон Олдин
- Джордж Дукас
- Тодд Шнайдер
- Хэнк Уильямс III
- Chuck Mead
- Элизабет Кук
- Виктория Уильямс

## Полезные ссылки
- Rock and Roll's Most Infamous Tour Manager  на YouTube (интервью Фила Кауфмана журналу VICE)

## Комментарии
1. ↑  Название построено на эрративах. Можно перевести как «Концерт Кауфмана в честь авантюры с гробом»
2. ↑  Слоган построен на игре омонимов (stiff — крепкий алкоголь или же покойник) и омофонов (ale — тёмное пиво, эль; ail — мучить, тяготить). Один из возможных вольных вариантов перевода: «Грэм Пильзнер: выпивка от покойничка — лекарство от ваших бед»
3. ↑  Название обыгрывает одновременно прозвище Кауфмана Road Mangler (см. примечание № 5) и проводит шуточную параллель с известными благотворительными мероприятиями The Concert for Bangladesh.
4. ↑  Con — сокращённое от convict — осуждённый. Прозвище можно перевести как «Король зеков»
5. ↑  То есть человек, который в ходе путешествия что-либо портит или кого-либо калечит (mangle — рубить, калечить, искажать, портить). Сам Кауфман объясняет происхождение своей клички таким образом: «Много лет назад, когда роуд-менеджмент ещё не был такой великой наукой как сейчас, если ты делал всё как надо — ты road manager, но если облажался — ты road mangler. Мне нравилась эта кличка. Время от времени нам приходилось кого-то отметелить или проявить к кому-то грубость. Так что прозвище закрепилось. В действительности, до того как вышла книга, многим я был известен просто как Mangler[64].
6. ↑  «Не парковаться на пирсе» и «Не пердеть на пирсе». В этой шутке Этта Джеймс обыгрывает тот факт, что словосочетания имеют сходное написание и звучание, и могут быть легко исправлены одно на другое.
7. ↑  «Почему мне больно, когда я писаю?»
8. ↑  «Таскаем людей, а не оборудование»
9. ↑  «Управляющая няня»